# Ferenc Szisz

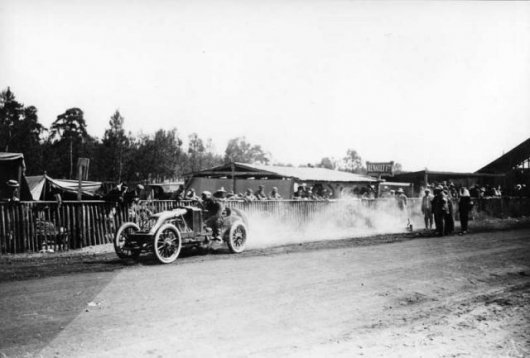
Szisz en el GP de Francia de 1906.

Ferenc Szisz (Szeghalom, condado de Békés, 20 de septiembre de 1873-Auffargis, Isla de Francia, 21 de febrero de 1944) fue un piloto de automovilismo húngaro, reconocido por ser el primer ganador de un Gran Premio de automovilismo en un Renault, el 26 de junio de 1906.

## Primeros años
Szisz nació en la pequeña ciudad de Szeghalom en el condado de Békés de la parte húngara del antiguo Imperio austrohúngaro el 20 de septiembre de 1873. Se formó para ser cerrajero y calderero, pero cuando tenía poco más de veinte años la creciente proliferación de automóviles fascinó a Szisz y estudió ingeniería junto con diseño de automóviles. Después de pasar un tiempo en varias ciudades Austria y Alemania, en la primavera de 1900 terminó en París, Francia, donde encontró trabajo en la nueva empresa de automóviles Renault.

## Carrera deportiva
En Renault, el talento de ingeniería de Szisz lo convirtió en una parte integral del departamento de pruebas, y cuando la compañía se involucró en las carreras en 1902, fue elegido mecánico de conducción de Louis Renault. Tras la muerte de Marcel Renault en la carrera París-Madrid de 1903, Szisz asumió como piloto. En 1905, terminó quinto en la carrera eliminatoria de laCopa Gordon Bennett en el Circuito de Auvernia en Clermont-Ferrand. En octubre de ese mismo año, junto con otros fabricantes de automóviles franceses e italianos, Renault envió un equipo a Estados Unidos para competir en la Copa Vanderbilt en Long Island, Nueva York. En una grilla que incluía a Felice Nazzaro y Louis Chevrolet conduciendo para Fiat, Szisz terminó quinto detrás del ganador, su compatriota francés Victor Hémery conduciendo un Darracq.
Las funciones principales de Szisz como jefe de pruebas en Renault limitaban el número de carreras en las que podía competir. Sin embargo, en 1906 logró un lugar permanente en los anales del automovilismo cuando él y su mecánico M. Marteau condujeron un Renault AK 90CV hacia la victoria en el primer Gran Premio en Le Mans. Promedió 101,2 kilómetros por hora (62,9 mph). Su victoria en el Gran Premio de Francia y el éxito comercial de la carrera pronto llevaron al establecimiento de otras carreras de Gran Premio en toda Europa. Al año siguiente, el italiano Felice Nazzaro, que había terminado segundo detrás de Szisz, ganó el segundo Gran Premio de Francia. Szisz compitió en la carrera de 1908 pero no terminó y sufrió una suerte similar luego de problemas mecánicos en Savannah, Georgia, en el primer Gran Premio de los Estados Unidos.
A principios de 1909, Szisz dejó Renault para abrir su propio taller en Neuilly-sur-Seine. En julio de 1914, Fernand Charron lo sacó de su retiro para conducir un Alda en el Gran Premio de Francia en Lyon. En una carrera ganada por Christian Lautenschlager con un Mercedes, Szisz recibió el número 1 de su coche, pero una lesión le obligó a abandonar poco más de la mitad de la carrera.

## Primera Guerra Mundial
Las carreras automovilísticas europeas terminaron en septiembre con el inicio de la Primera Guerra Mundial y Szisz se unió al ejército francés, sirviendo como jefe de las tropas de transporte en Argelia hasta ser hospitalizado con fiebre tifoidea.

## Vida posterior

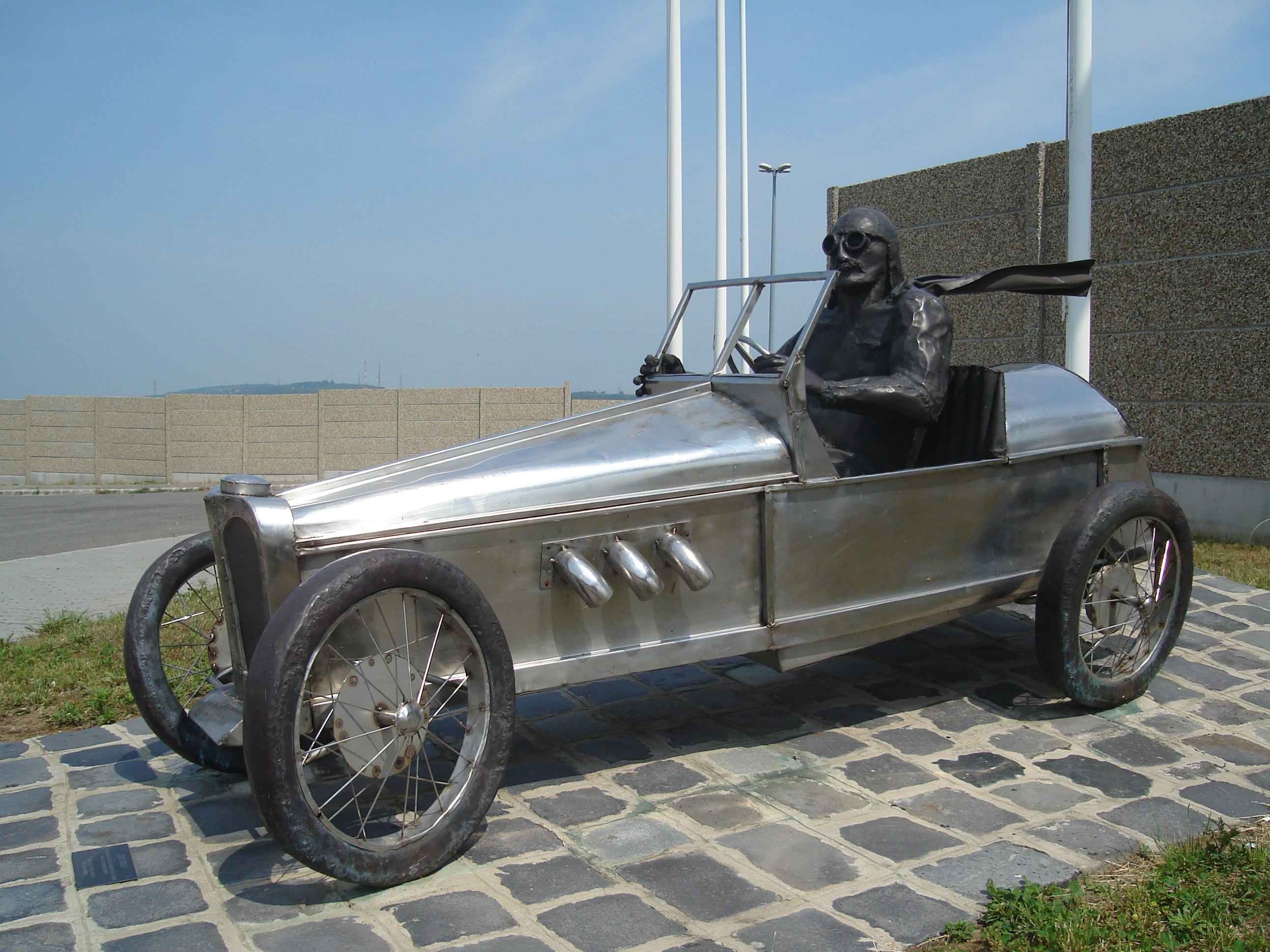
Estatua de Ferenc Szisz en la entrada principal de Hungaroring.

Al final de la guerra, comenzó a trabajar para una compañía de aviones hasta su retiro en una cabaña en el campo en Auffargis, no lejos de París, donde murió en 1944.
Ferenc Szisz y su esposa están enterrados en el cementerio de Auffargis. El Museo Szisz forma parte del Museo Renault situado cerca del circuito de Le Mans.

## Resultados

### Grandes Premios
| Año     | Equipo  | Pos.    |
| ------- | ------- | ------- |
| 1906    | Renault | FRA 1   |
| 1907    | Renault | FRA 2   |
| 1908    | Renault | FRA Ret |
| 1914    | Alda    | FRA Ret |
| Fuente: |         |         |